# As Aventuras de Pedro Malasartes
As Aventuras de Pedro Malasartes (ou "Malazartes", na ortografia da época) é um filme brasileiro de 1960, do gênero comédia, produzido e estrelado por  Mazzaropi. Conta com números musicais de Lana Bitencourt, Conjunto Farroupilha e de Mazzaropi.

## Sinopse
Pedro Malasartes, um conhecido personagem da cultura oral popular, é enganado por seus dois irmãos, que lhe roubam o dinheiro, o gado e a fazenda do pai recém-falecido. Agora, apenas com um velho tacho, um ganso e uma trouxa de poucas roupas na mão, Pedro abandona a fazenda e a noiva Maria, decidido a vagar para longe em busca de uma vida melhor. No caminho encontra garotos abandonados que acabam por conquistar seu coração mole, e com o objetivo de ajudá-los, Pedro passa a aplicar diversos golpes nas pessoas que encontra pelo caminho, contando mentiras para vender-lhes coisas, como o tacho que ele diz ser mágico e que cozinha sozinho, ou ganso, que segundo ele é falante e pode materializar objetos. Aos poucos, a lista de pessoas enganadas aumenta e Pedro se vê metido numa série de confusões, tentando fugir de seus vários perseguidores, que após o encontrarem, levam-no aos tribunais.

## Elenco
- Amácio Mazzaropi - Pedro Malasartes
- Geny Prado - Maria
- Nena Viana - Marcolina (mulher da carroça enganada por Pedro, com a história  do raro passarinho "Furta-cor")
- Noêmia Marcondes
- Genésio Arruda - homem que entra dentro do saco, enganado com a história da filha do Rei
- Machadinho - juiz do julgamento de Pedro (creditado como Augusto Machado de Campos)
- Oswaldo de Barros
- Dorinha Duval - esposa do enganado com a história  do ganso mágico
- Benedito Liendo - Fazendeiro gordo enganado com a história do tacho que cozinha sem fogo
- Alvin Fernandes - homem enganado com a história do ganso mágico
- Nicolau Guzzardi - Fazendeiro italiano (enganado com a história da "rabinhos de porco")[5]
- Kleber Afonso - advogado de Pedro
- Ernani de Almeida - Delegado (enganado com a história da "árvore de dinheiro")
- Hermes Câmara - Frei Antônio
- Penacho
- José Soares
- Araken de Oliveira
- Maury Viveiros
- Marthus Mathias - Diretor do orfanato
- João Batista de Souza - menino abandonado
- Hamilton Saraiva - Irmão de Pedro
- Péricles de Almeida - menino abandonado

## Números musicais
- "Além" - Lana Bittencourt (de Sidney Moraes e Edson Borges)
- "Maçanico" e "Meu Cabelo" - Conjunto Farroupilha (de Paixão Côrtes e Barbosa Lessa)
- "Sem Destino" - Cláudio de Barros (de Cláudio de Barros e Jucata)
- "Coração Amigo" e "Meu Defeito" -  Mazzaropi (de Elpídio dos Santos e Zé do Rancho)